# Marília
Marília es un municipio brasileño del estado de São Paulo. Situado, por carretera, a 443 kilómetros de la capital del estado, 529 km por vías férreas y 376 km en línea recta. Se encuentra a una altitud de 675 metros. Su población por el IBGE en 2009 fue de 225.938 habitantes, por lo que es la 13ª ciudad más grande del estado de São Paulo, por número de habitantes.
El municipio se perfila como un centro educativo de São Paulo, con cuatro instituciones públicas de educación técnica y superior (Unesp, Famema, Univesp y Fatec) e instituciones privadas como Unimar, Faef, Univem y Anhanguera. En 2017 se registraron 74 carreras de pregrado, siendo administración y pedagogía las más ofertadas. Marília tiene un promedio de un estudiante universitario por cada 18 habitantes. El municipio también cuenta con la unidad de investigación científica rural Agência Paulista de Tecnologia dos Agronegócios/APTA Regional de Marília).

## Historia
En 1923, Antônio Pereira da Silva y su hijo José Pereira da Silva, fueron los pioneros de la región, la tierra abrió junto a los ríos Peixe y Feio cuyo nombre fue dado como Alto Cafezal.
Un representante de la época, el Sr. Bento de Abreu, originaria de São Carlos y Araraquara, en 1926, lleva la parcela de su propiedad.
Cel. José Brás (José Nogueira da Silva), el origen de la familia de Itapetininga, en 1927, hace su "entrada" en Marília. Los Nogueiras tenían alrededor del 40% de las tierras agrícolas en la llamada Hacienda Bomfim. Sus porciones de tierra fueran adjuciadas y así empezó el proceso de civilización de Marília.
La Companhia Paulista de Ferrocarril había avanzado sus líneas de São Paulo para llegar a Lácio, y de conformidad con el régimen de esta empresa, los caminos que se estaban abriendo, eran nombrados en orden alfabético, y la siguiente estación de tren debía tener su nombre empezando con la letra "M". Se propusieron varios nombres, entre ellos "Marathon", "Mogúncio" y "Macao", pero Bento de Abreu no estaba satisfecho con ninguno de ellos. En uno de sus viajes a Europa por barco había leído el libro de Tomás Antonio Gonzaga "Marília de Dirceu" , y tomó el nombre de Marília.
La ciudad de Marília, cuyo nombre fue creado por el la Ley de Estado Nº 2161, el 22 de diciembre de 1926, incluso como un distrito Cafelândia (Sao Paulo). En 1928 es elevado a la categoría de municipio, por la Ley de Estado Nº 2320 del 24 de diciembre de 1928. Su instalación oficial tuvo lugar el 4 de abril de 1929, fecha en que se celebra su aniversario.
Al principio, la economía de Marília se basó en el cultivo de café. Con el tiempo fue sustituido por el algodón. Gracias al algodón en 1934 y 1935 se instalaron las dos primeras industrias en la ciudad (dos molinos de aceite). Con la expansión de la industrialización de São Paulo, se aumentó la red de vía férrea y el rodio, con lo que Marília quedó vinculada a distintas regiones del estado de Sao Paulo y del norte del Paraná.
En la década de 1940 la ciudad se estableció como un polo de desarrollo del oeste del Estado de São Paulo, cuando se produjo un aumento creciente de población urbana. En los años 70, se abrió un ciclo industrial en la ciudad con la instalación de nuevas industrias, en gran medida industria de la alimentación y la metalurgia. Con la instalación posterior de los cursos de varias universidades, Marília pudo atraer a más personas a la región que contribuyeron al desarrollo del comercio en la ciudad. Actualmente Marília cuenta con cerca de 50 industrias de alimentación en la zona conocida como la "Capital Nacional de la Alimentación".

## Geografía

### Clima
El clima de la ciudad es subtropical, con las siguientes características:
Temperatura media anual: 20 °C
Mes más cálido: enero con 25,7 °C de media
Mes más frío: junio con 14,2 °C de media
Máxima absoluta: 39,4 °C
Mínima absoluta: -3,6 °C

### Demografía
Datos del Censo - 2000

Urbana: 189.719

Rural: 7623

Hombres: 96.502

Mujeres: 100.840

Densidad de población (habitantes/km²): 186,42 (2007)

De mortalidad infantil a 1 año (por mil): 15,57
Esperanza de vida (años): 74,37
Tasa de fecundidad (hijos por mujer): 2,21
Tasa de alfabetización: 95,35%
Índice de Desarrollo Humano (IDH): 0,821
IDH-M Renta: 0,885
IDH-M Longevidad: 0,822
Ampliación de la Iniciativa de Educación: 0,962

### Hidrografía
- Río do Peixe (São Paulo)
- Río Aguapeí

## Economía
En la economía ha puesto de relieve la industria y la agricultura. Marília posee un parque industrial destacándose la industria alimentaria y la metalúrgica. Hay industrias multinacionales como Coca-Cola y Nestlé e industrias nacidas en Marília como Dori (dulces) y Sasasaki (puertas y ventanas).
En el sector agrícola destacan el café, cacahuetes, caucho, sandía, coco, yuca y maíz. Además, en Marília también hay ganadería, como el porcino, vacuno y aves de corral. 

## Cultura
Marília tiene muchos descendientes portugueses, italianos, españoles y japoneses. Debido a la colonización portuguesa, así como en todo Brasil, el idioma de Marília es el portugués. Los inmigrantes de España, Italia y Japón vinieron con el tiempo y se adaptaron. Marília tiene una alta concentración de descendientes de japoneses que fundaron el Club Nicckey para preservar sus tradiciones en la ciudad y todos los meses de abril hacen una fiesta llamada Japón Fest.
La ciudad tiene un bosque público de 17,39 hectáreas, el Pietraroia Rangel.

## Educación
La ciudad cuenta con la Facultad de Medicina de Marília (FAMEMA), la Universidad Estadual Paulista Júlio de Mesquita Filho (UNESP), la Facultad de Tecnología (FATEC), la Universidad de Marília (UNIMAR), Fundação de Ensino Eurípedes Soares da Rocha (UNIVEM) y la Faculdade João Paulo II (FAJOPA).

## Deportes
- Marília Atlético Clube es el club de fútbol de la ciudad.

Juegos Olímpicos
- La primera medalla en un juego olímpico de Brasil fue ganada por un ciudadano de Marília, fue en Juegos Olímpicos de Helsinki 1952

## Religión
El Cristianismo está presente en la ciudad de la siguiente manera:

### Iglesia Católica
La iglesia católica del municipio forma parte de la Diócesis de Marília.

### Iglesia Protestante
En la ciudad están presentes las más diversas creencias evangélicas, principalmente pentecostales, incluidas las Asambleas de Dios de Brasil (la iglesia evangélica más grande del país), Congregación Cristiana, entre otras. Estas denominaciones están creciendo cada vez más en todo Brasil.